# Escut de Finlàndia
L'escut de Finlàndia és de gules sembrat amb nou roses d'argent, carregat d'un lleó coronat d'or que té la pota davantera dreta substituïda per un dextrogir d'argent armat d'or que empunya una espasa d'argent guarnida d'or, amb les potes de darrere sostingudes damunt un sabre d'argent guarnit d'or posat en faixa al peu. Tot i que no es va oficialitzar fins al 26 de maig de 1978, l'escut finlandès es va crear cap al 1580.
Actualment, l'escut de Finlàndia també apareix al centre de la creu de la bandera d'Estat.

## Història
El territori de l'actual Finlàndia, en el període en què es van començar a usar els escuts d'armes al nord d'Europa, es va anar incorporant al Regne de Suècia, que al segle xiii ja usava lleons als segells reials. Els primers ducs de Finlàndia usaren variants de les armories de la dinastia sueca Folkunga; quan Joan III fou nomenat Gran Duc de Finlàndia i Carèlia el 1556, les armes del gran ducat foren una combinació del lleó tradicional finlandès amb els dos braços armats de Carèlia, amb què el lleó passava a brandar una arma i trepitjar-ne una altra. L'arma que trepitja el lleó és un sabre rus (en suec ryssesabel), en al·lusió a les guerres constants dels monarques suecs amb els russos. La versió més coneguda de l'escut del Gran Duc és la que figura a la tomba de Gustau I, a la catedral d'Uppsala (vegeu la il·lustració de l'esquerra).

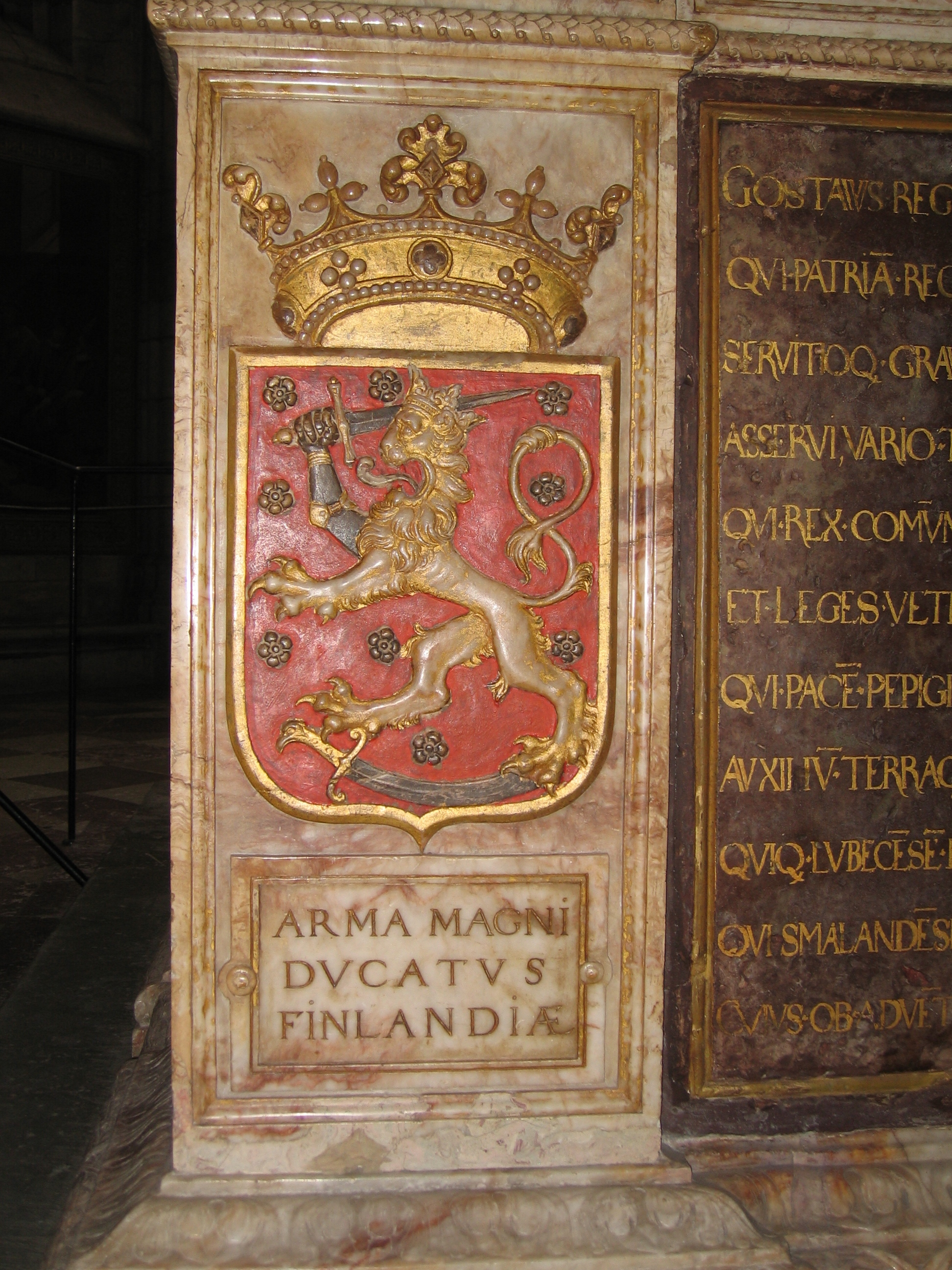
Armes del Gran Ducat de Finlàndia, a la tomba del rei Gustau Vasa (catedral d'Uppsala, Suècia), sobre les quals es basa l'escut actual

L'origen de les nou roses no se sap ben bé, però es creu que són un motiu purament decoratiu, si bé alguns han volgut relacionar-les amb les províncies històriques de Finlàndia o amb les ciutats capturades a Rússia el 1580, tot i que no n'hi ha cap prova documental.
Amb el pas dels segles, tant durant la dominació sueca com la russa, l'escut va anar adoptar diversos canvis menors, fins que el 1886 el director de l'Arxiu Nacional Finlandès, Karl August Bomansson, va tornar a agafar el lleó d'Uppsala com a prototip. Aquesta versió seria la usada durant els primers anys de la independència finlandesa, esdevinguda el 1917. Encara que durant les dècades del 1920 i 1930 hi va haver una certa controvèrsia entre els que volien conservar l'escut del lleó i els que pretenien adoptar l'os com a emblema nacional (que de fet ho era tradicionalment de la part més septentrional del país), es va acabar imposant el lleó d'Uppsala. No fou oficialitzat per llei, tanmateix, fins al 27 de maig de 1978, en la forma actual.